# Elobey Chico
Elobey Chico è una piccola isola della Guinea Equatoriale, che si trova vicino alla foce del fiume Mitimele.